# Iglesia de San Vicente de Bóixols

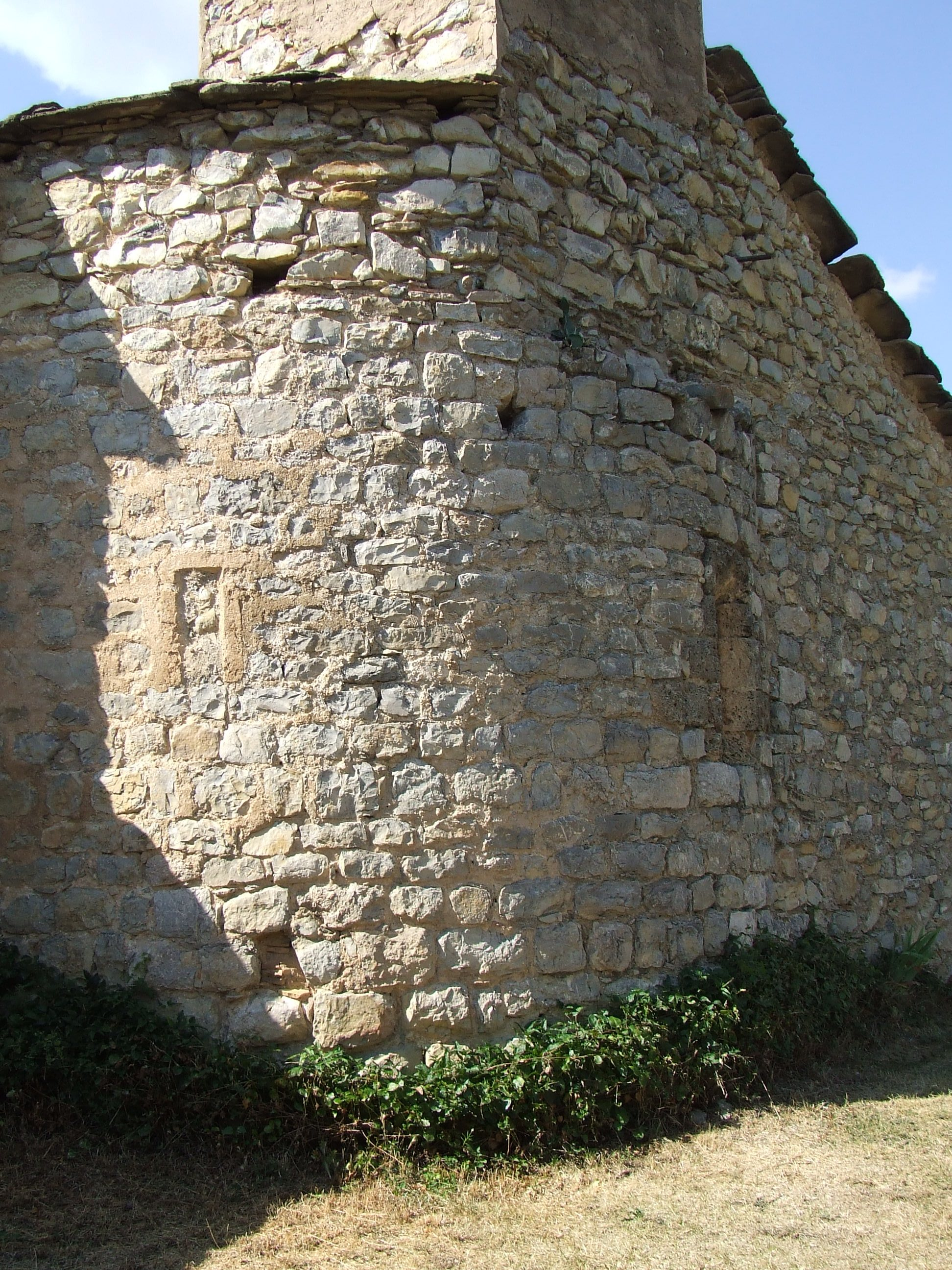
Ábside la iglesia

San Vicente de Bóixols es la iglesia parroquial románica del municipio de Abella de la Conca, en la comarca de Pallars Jussá, en la provincia de Lérida, en España.
Ha sido desde antiguo, y todavía lo es, la iglesia parroquial del pueblo de Bóixols, dedicada a san Vicente de Huesca, pero es conducida por el rector de Isona, ya que hace años que no tiene párroco propio.

## Edificio
Es un edificio de una sola nave cubierta con bóveda de cañón apuntada. Tiene dos arcos torales, además del presbiteral, y a levante, como es corriente en el románico, se encuentra el ábside semicircular, exteriormente muy afectado por los añadidos que se han ido haciendo en el templo.
La puerta se encuentra a poniente aunque se observan restos de la antigua puerta en el muro meridional. Tiene una ventana de doble derrame central en el ábside, que en el exterior se abre a través de una piedra volcánica rectangular.
El aparato está hecho con sillares de piedra caliza del lugar, bien cortados y dispuestos de forma muy regular. Todo ello evidencia una construcción del siglo XII, pero con afectaciones muy importantes de los siglos posteriores, que la han desfigurado un poco.

## Historia
La primera noticia histórica que se tiene es del 1076, y consta como apendicio Sancti Vicenti, posiblemente por su carácter de privilegio del Condado de Urgel hacia el Pallars.
Muchas veces aparece esta iglesia unida con el decanato de Urgel (1391) o el oficial de Orgaña (1526), pero en 1758 ya permanece junto al resto del término de Abella de la Conca, como sufragánea de San Esteban, dentro del oficialidad de Tremp. Sin embargo, en 1904 obtuvo la independencia parroquial, y volvió a ser donada a Orgaña, hasta que en las remodelaciones de la segunda mitad del siglo XX volvió a pertenecer a Abella de la Conca y después a Isona.